# Reigate
Reigate ist eine Stadt in Surrey im Süden Englands und hat 21.820 Einwohner. Es ist Verwaltungssitz des Boroughs Reigate and Banstead, südlich von London.

## Geschichte

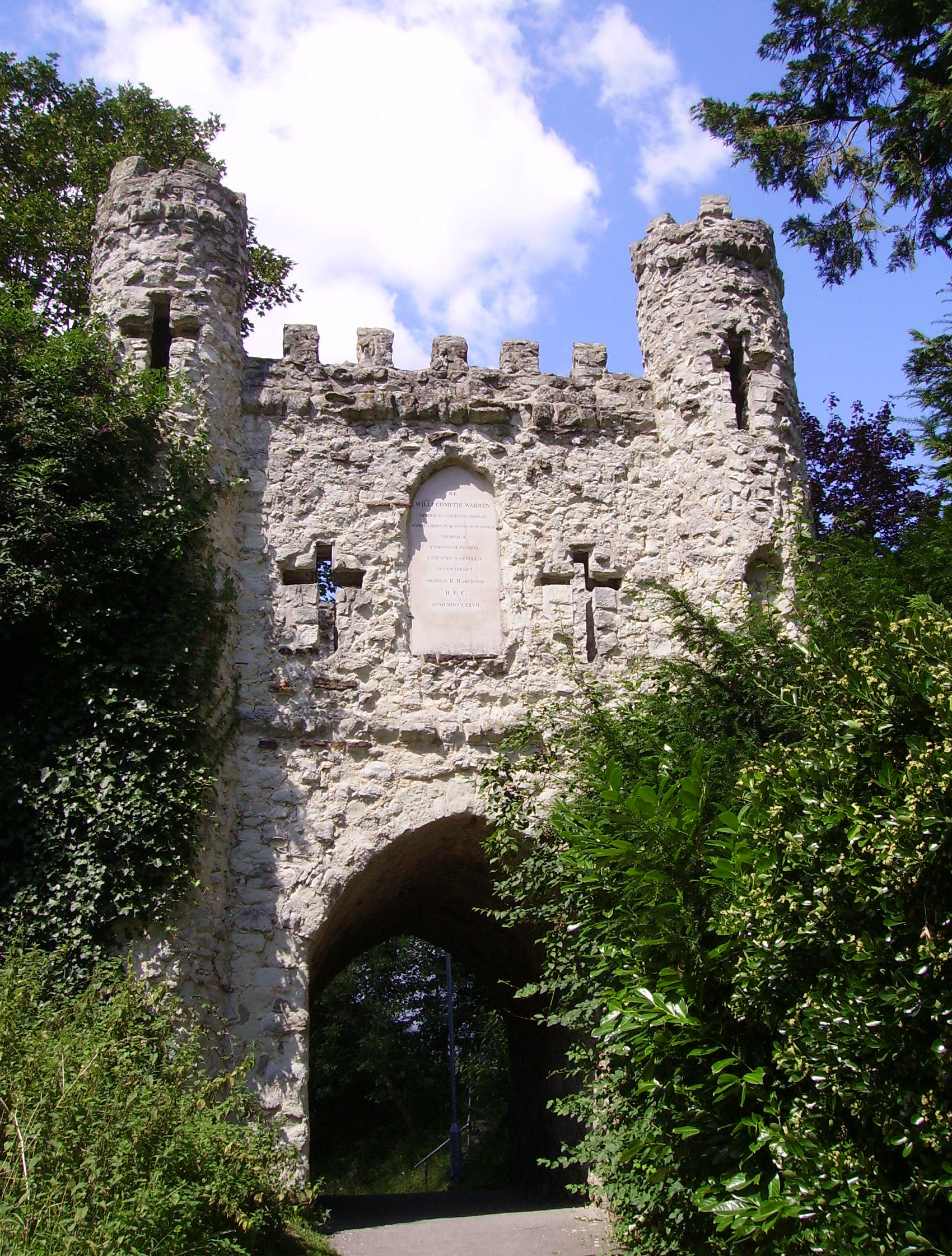
Schloss

Reigate wird erstmals unter seiner früheren Bezeichnung Cherchefelle („Kirchfeld“) im Domesday Book erwähnt. Wilhelm der Eroberer vergab das Land um Reigate an William de Warenne, 1. Earl of Surrey, dessen Sohn William de Warenne, 2. Earl of Surrey die Burg Reigate Castle errichten ließ. Der bedeutendste südenglische Stützpunkt der de Warennes, die in ganz England begütert waren, war allerdings Lewes in Sussex. Um 1150 ließen die de Warennes schließlich am Fuß der Burg die Siedlung Reigate errichten, die das frühere Cherchefelle ablöste. Der Überlieferung nach sollen sich die gegen Johann Ohneland rebellierenden Barone in den Höhlen unterhalb von Reigate Castle zusammengefunden haben, um hier die Grundzüge der späteren Magna Carta auszuarbeiten. Im 13. Jh. entstand in Reigate ein Kloster der Augustiner, das 1535 säkularisiert und von Heinrich VIII. an William Howard, 1. Baron Howard of Effingham, verliehen wurde, der das Kloster in einen Landsitz umwandelte. Die Howards, die in der Folge hohe Posten in der britischen Admiralität innehatten (Williams Sohn Charles Howard, 1. Earl of Nottingham, wurde 1585 Lord High Admiral), nutzten das Anwesen als ihren Stammsitz. Heute befindet sich dort eine Schule.

## Verkehr
Reigate ist durch einen eigenen Bahnhof an das englische Eisenbahnnetz angebunden. Durch die North Downs Line bestehen Verbindungen nach London und Reading. Reigate liegt am M25, dem Londoner Autobahnring, und der A25 road.

## Bildung
Reigate verfügt über sechs Schulen: Die Reigate School, die Reigate Grammar School, die Reigate Priory School, die Reigate St. Mary’s School, die Royal Alexandra and Albert School und das Reigate College.

## Persönlichkeiten

### Söhne und Töchter
- Gillian Avery (1926–2016), Literaturwissenschaftlerin und Kinderbuchautorin
- Vernon Blake (1875–1930), Autor, Journalist, Maler, Bildhauer, Erfinder, Radfahrer und Bergsteiger
- Tom Chilton (* 1985), Rennfahrer, geboren in Reigate und dort wohnhaft
- Max Chilton (* 1991), Rennfahrer
- Anne V. Coates (1925–2018), Filmeditorin
- Newton Faulkner (* 1985), Sänger und Songwriter
- Margot Fonteyn (1919–1991), Primaballerina
- Baudouin Fraeijs De Veubeke (1917–1976), belgischer Bauingenieur
- Susan Gritton (* 1965), Sängerin (Sopran)
- Mary Hesse (1924–2016), Wissenschaftstheoretikerin
- David Hooper (1915–1998), Schachspieler und -autor
- Kate Maberly (* 1982), Schauspielerin
- Michael Palliser (1922–2012), Diplomat und Politiker
- Caroline Quentin (* 1960), Schauspielerin
- Walter Read (1855–1907), Cricketspieler
- Fatboy Slim (* 1963), Big-Beat-Musiker, geboren und aufgewachsen in Reigate als Norman Cook
- Florence Steele (1857–1948), Bildhauerin, Metallkünstlerin und Designerin
- Mark Whitehouse (* 1993), Tennisspieler

### Personen mit Bezug zu Reigate
- Ray Alan (* 1930), Bauchredner, lebte zeitweise in Reigate
- Kenneth J. Alford (1881–1945), Komponist, starb in Reigate
- Cherith Baldry (* 1947), Schriftstellerin, lebt in Reigate
- Alexander Ross Clarke (1828–1914), Geodät, starb in Reigate
- Francis Frith (1822–1898), Fotograf, lebte in Reigate und besaß hier ein Unternehmen
- Sidonie Goossens (1899–2004), Harfenistin, starb 105-jährig in Reigate
- Nicholas Owen (* 1947), Fernsehjournalist, lebt in Reigate
- Samuel Palmer (1805–1881), Maler der Romantik, lebte zeitweise in Reigate, wo er auch begraben ist
- James Ussher (1581–1656), anglikanischer Theologe, starb in Reigate
- David Walliams (* 1971), Komiker, ging in Reigate zur Schule